# Ptenín
Ptenín är en ort i Tjeckien.   Den ligger i regionen Plzeň, i den västra delen av landet, 110 km sydväst om huvudstaden Prag. Ptenín ligger 429 meter över havet och antalet invånare är 222.
Terrängen runt Ptenín är platt åt nordväst, men åt sydost är den kuperad. Runt Ptenín är det ganska tätbefolkat, med 179 invånare per kvadratkilometer. Närmaste större samhälle är Klatovy, 17,1 km sydost om Ptenín. I omgivningarna runt Ptenín växer i huvudsak blandskog.